# Mirabel (Ardèche)
Pour les articles homonymes, voir Mirabel.
Mirabel est une commune française située dans le département de l'Ardèche, en région Auvergne-Rhône-Alpes.

## Géographie

### Situation et description
Mirabel est une petite commune à l'aspect essentiellement rural de la communauté de communes Berg et Coiron, située dans la partie méridionale du département de l'Ardèche entre les agglomérations d'Aubenas et de Privas.

### Climat
Pour des articles plus généraux, voir Climat d'Auvergne-Rhône-Alpes et Climat de l'Ardèche.
En 2010, le climat de la commune est de type climat méditerranéen altéré, selon une étude du CNRS s'appuyant sur une série de données couvrant la période 1971-2000. En 2020, Météo-France publie une typologie des climats de la France métropolitaine dans laquelle la commune est dans une zone de transition entre le climat de montagne et le climat méditerranéen et est dans la région climatique Provence, Languedoc-Roussillon, caractérisée par une pluviométrie faible en été, un très bon ensoleillement (2 600 h/an), un été chaud (21,5 °C), un air très sec en été, sec en toutes saisons, des vents forts (fréquence de 40 à 50 % de vents > 5 m/s) et peu de brouillards.
Pour la période 1971-2000, la température annuelle moyenne est de 11,2 °C, avec une amplitude thermique annuelle de 17,1 °C. Le cumul annuel moyen de précipitations est de 905 mm, avec 6,4 jours de précipitations en janvier et 4,8 jours en juillet. Pour la période 1991-2020, la température moyenne annuelle observée sur la station météorologique installée sur la commune est de 13,4 °C et le cumul annuel moyen de précipitations est de 998,1 mm,. Pour l'avenir, les paramètres climatiques de la commune estimés pour 2050 selon différents scénarios d'émission de gaz à effet de serre sont consultables sur un site dédié publié par Météo-France en novembre 2022.
| Mois                                  | jan.           | fév.           | mars             | avril         | mai           | juin          | jui.          | août            | sep.          | oct.          | nov.            | déc.            | année     |
| ------------------------------------- | -------------- | -------------- | ---------------- | ------------- | ------------- | ------------- | ------------- | --------------- | ------------- | ------------- | --------------- | --------------- | --------- |
| Température minimale moyenne (°C)     | 1,2            | 1,4            | 3,9              | 6,3           | 9,8           | 13,6          | 15,9          | 15,7            | 12,4          | 9,1           | 4,9             | 1,9             | 8         |
| Température moyenne (°C)              | 5,2            | 6,1            | 9,4              | 12            | 15,9          | 20            | 22,7          | 22,5            | 18,3          | 13,9          | 8,9             | 5,8             | 13,4      |
| Température maximale moyenne (°C)     | 9,3            | 10,7           | 14,8             | 17,8          | 22            | 26,5          | 29,5          | 29,3            | 24,1          | 18,6          | 12,9            | 9,7             | 18,8      |
| Record de froid (°C) date du record   | −15 05.01.1971 | −18 10.02.1956 | −11,5 06.03.1971 | −5 06.04.1970 | −2 02.05.1945 | 3 05.06.1936  | 5 09.07.1948  | 6 30.08.1986    | 1 20.09.1977  | −3,7 26.10.03 | −7,3 23.11.1998 | −13 28.12.1962  | −18 1956  |
| Record de chaleur (°C) date du record | 22 30.01.1944  | 25 22.02.1943  | 27 25.03.1994    | 32 16.04.1933 | 37 30.05.1937 | 41 13.06.1931 | 43 06.07.1933 | 43,5 18.08.1932 | 39 07.09.1932 | 30,5 09.10.23 | 25 13.11.1948   | 19,9 18.12.1987 | 43,5 1932 |
| Précipitations (mm)                   | 75,6           | 46,3           | 52,5             | 77,3          | 85,7          | 65,7          | 55,4          | 57,4            | 130,9         | 146,6         | 133,5           | 71,2            | 998,1     |

### Hydrographie
L'Auzon prend sa source non loin du territoire communal sur le plateau du Coiron à proximité du village voisin de Freyssenet, puis la borde. L'Auzon reçoit divers ruisseaux avant de se jeter dans l’Ardèche (rive gauche) à Vogüé.

### Voies de communication

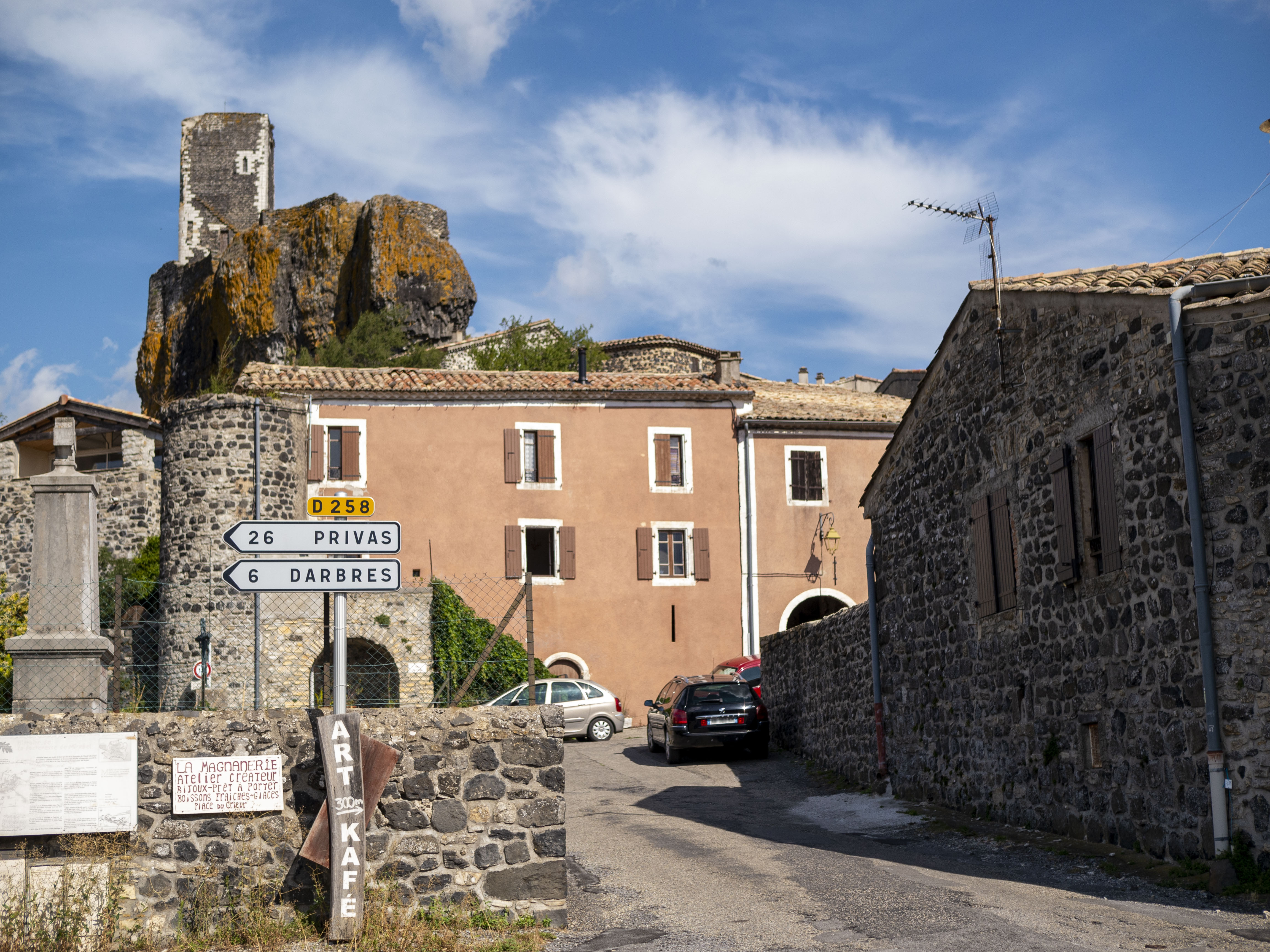
L'entrée du village depuis le parking sur la départementale 258.

La partie méridionale du territoire communal est traversée par la route nationale 102 (RN 102) qui relie l'autoroute A75 à la RN 7 et l'A7, à Montélimar. Le bourg central est traversé par la route départementale 258 reliant Villeneuve-de-Berg et Darbres. Enfin deux autres départementales rejoignent le village, la RD 259 venant de Lussas et la RD 458 venant de Saint-Jean-le-Centenier.

### Hameaux et lieux-dits
- Jarnias, un panorama sur Villeneuve-de-Berg et le site troglodyte des Balmes de Montbrun.
- Les Guiniberts.
- Les Rochers, une vue sur la vallée de la Claduègne.
- Le Thérond.
- Montfleury.
- Les Avias.

## Urbanisme

### Typologie
Au 1er janvier 2024, Mirabel est catégorisée commune rurale à habitat dispersé, selon la nouvelle grille communale de densité à 7 niveaux définie par l'Insee en 2022.
Elle est située hors unité urbaine. Par ailleurs la commune fait partie de l'aire d'attraction d'Aubenas, dont elle est une commune de la couronne,. Cette aire, qui regroupe 68 communes, est catégorisée dans les aires de 50 000 à moins de 200 000 habitants,.

### Occupation des sols
L'occupation des sols de la commune, telle qu'elle ressort de la base de données européenne d’occupation biophysique des sols Corine Land Cover (CLC), est marquée par l'importance des territoires agricoles (64,7 % en 2018), en augmentation par rapport à 1990 (58,2 %). La répartition détaillée en 2018 est la suivante : 
cultures permanentes (37,5 %), zones agricoles hétérogènes (19,7 %), forêts (17,2 %), milieux à végétation arbustive et/ou herbacée (15,7 %), prairies (7,6 %), zones urbanisées (2,4 %).
L'évolution de l’occupation des sols de la commune et de ses infrastructures peut être observée sur les différentes représentations cartographiques du territoire : la carte de Cassini (XVIIIe siècle), la carte d'état-major (1820-1866) et les cartes ou photos aériennes de l'IGN pour la période actuelle (1950 à aujourd'hui).

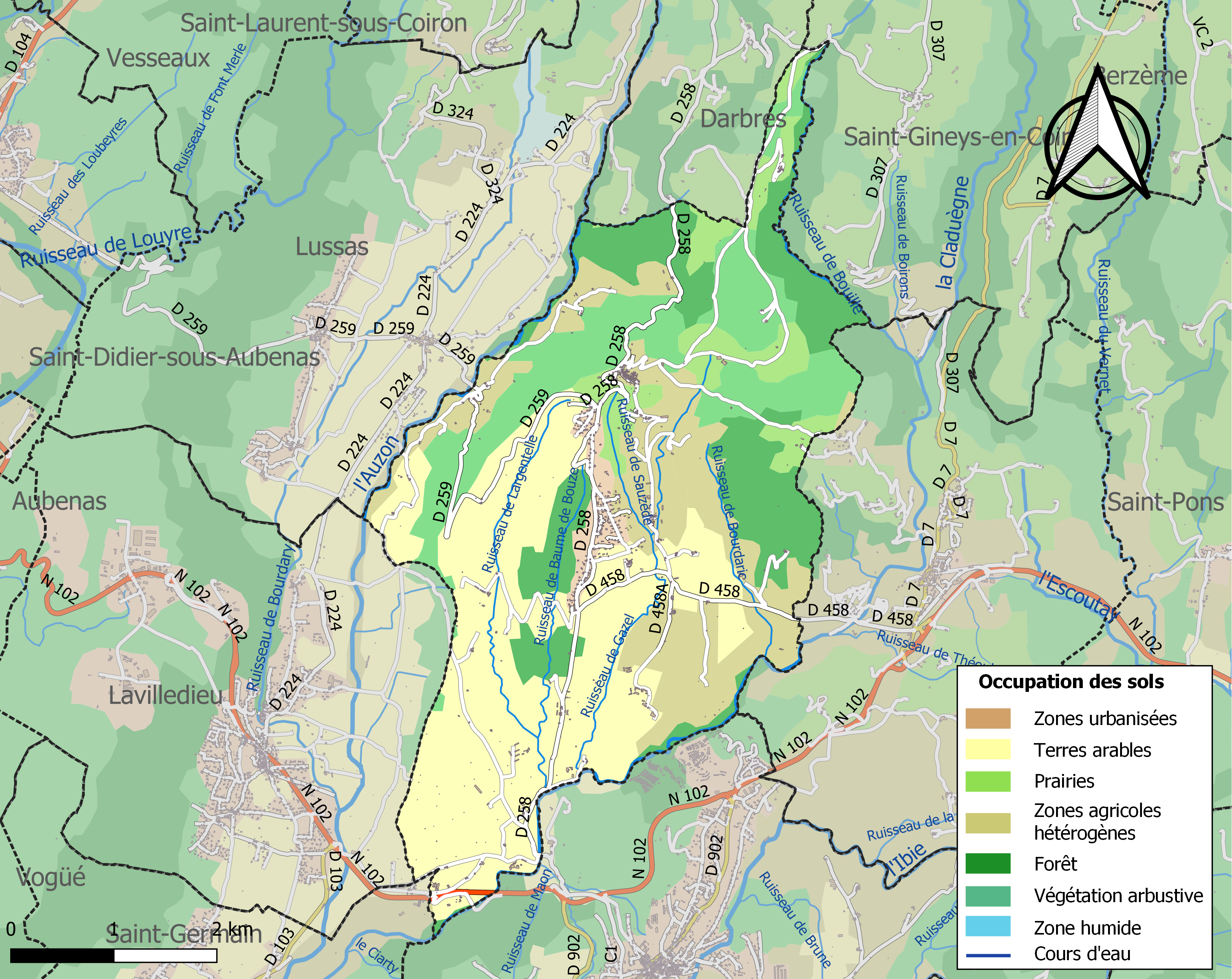
Carte des infrastructures et de l'occupation des sols de la commune en 2018 (CLC).

### Risques naturels

#### Risques sismiques
La totalité du territoire de la commune de Mirabel est situé en zone de sismicité no 3 (sur une échelle de 1 à 5), comme la plupart des communes situées dans la vallée du Rhône et la Basse Ardèche, mais en limite orientale de la zone no 2 qui correspond au plateau ardéchois.
| Type de zone | Niveau            | Définitions (bâtiment à risque normal) |
| ------------ | ----------------- | -------------------------------------- |
| Zone 3       | Sismicité modérée | accélération = 1,1 m/s2                |

## Toponymie
Mirabel est mentionnée en 1275 sous la forme Mirabellum. Le toponyme est composé de l'impératif mira (occitan), « regarde, admire », + bèl, bèu « (ce qui est) beau », désignant ainsi un lieu élevé permettant de voir au loin.

## Histoire
Les deux châteaux érigés sur le rempart naturel ont été le théâtre sanglant des guerres de religion qui déchirèrent l'Ardèche.
En 1694, le village se compose essentiellement de grands propriétaires, de travailleurs de terre, ainsi que trois cardeurs et un maréchal-ferrant. 
Au XIXe siecle, il existe sur le territoire selon le cadastre napoléonien six moulins et 600 ha de terres labourables.

## Politique et administration

### Liste des maires
| Période                                  | Période                   | Identité            | Étiquette          | Qualité              |
| ---------------------------------------- | ------------------------- | ------------------- | ------------------ | -------------------- |
| Les données manquantes sont à compléter. |                           |                     |                    |                      |
|                                          | décembre 1899             | Henri Boyrel        |                    |                      |
| décembre 1899                            | mai 1900                  | Casimir Avias       |                    |                      |
| mai 1900                                 | décembre 1919             | Cyprien Taulemesse  | Républicain        | Propriétaire         |
| décembre 1919                            | mai 1925                  | Casimir Vincent     |                    | Propriétaire         |
| mai 1925                                 | mai 1929                  | Charles Sabatier    | Radical-socialiste | Propriétaire         |
| mai 1929                                 | mai 1935                  | Marius Laville      | Radical-socialiste | Cultivateur          |
| mai 1935                                 | août 1944                 | Émile Boyrel        | Radical-socialiste | Cultivateur          |
| août 1944                                | 18 mai 1945               | Léopold Laville     |                    | Cultivateur          |
| 18 mai 1945                              | mars 1959                 | Clément Hugonnet    |                    | Agriculteur          |
| mars 1959                                | 26 mars 1977              | André Roux Avias    | DVD                | Agriculteur          |
| 26 mars 1977                             | 18 mars 1983              | Victorin Taulemesse | DVD                | Retraité             |
| 18 mars 1983                             | 25 juin 1995              | Roger Boyer         | DVD                | Gendarme en retraite |
| 25 juin 1995                             | 24 mars 2001              | Gilbert Crin        | DVG                | Artisan maçon        |
| 24 mars 2001                             | 22 mars 2008              | Marc Dugendre       | RPR puis UMP       | Cadre de banque      |
| 22 mars 2008                             | En cours (au 6 août 2020) | Gilbert Marcon,     | DVG                | Agriculteur          |

## Population et société

### Démographie
L'évolution du nombre d'habitants est connue à travers les recensements de la population effectués dans la commune depuis 1793. Pour les communes de moins de 10 000 habitants, une enquête de recensement portant sur toute la population est réalisée tous les cinq ans, les populations de référence des années intermédiaires étant quant à elles estimées par interpolation ou extrapolation. Pour la commune, le premier recensement exhaustif entrant dans le cadre du nouveau dispositif a été réalisé en 2004.

En 2022, la commune comptait 777 habitants, en évolution de +24,52 % par rapport à 2016 (Ardèche : +2,48 %, France hors Mayotte : +2,11 %).
| 1793 | 1800 | 1806 | 1821 | 1831 | 1836 | 1841 | 1846 | 1851 |
| ---- | ---- | ---- | ---- | ---- | ---- | ---- | ---- | ---- |
| 534  | 591  | 654  | 657  | 703  | 720  | 740  | 858  | 863  |

| 1856 | 1861 | 1866 | 1872 | 1876 | 1881 | 1886 | 1891 | 1896 |
| ---- | ---- | ---- | ---- | ---- | ---- | ---- | ---- | ---- |
| 826  | 798  | 853  | 917  | 938  | 863  | 810  | 798  | 775  |

| 1901 | 1906 | 1911 | 1921 | 1926 | 1931 | 1936 | 1946 | 1954 |
| ---- | ---- | ---- | ---- | ---- | ---- | ---- | ---- | ---- |
| 728  | 659  | 660  | 601  | 533  | 503  | 515  | 483  | 378  |

| 1962 | 1968 | 1975 | 1982 | 1990 | 1999 | 2004 | 2006 | 2009 |
| ---- | ---- | ---- | ---- | ---- | ---- | ---- | ---- | ---- |
| 342  | 310  | 285  | 288  | 293  | 314  | 335  | 337  | 435  |

| 2014 | 2019 | 2022 | - | - | - | - | - | - |
| ---- | ---- | ---- | - | - | - | - | - | - |
| 602  | 715  | 777  | - | - | - | - | - | - |

### Enseignement
La commune est rattachée à l'académie de Grenoble.

### Médias
La commune est située dans la zone de distribution de deux organes de la presse écrite :
- L'Hebdo de l'Ardèche

Il s'agit d'un journal hebdomadaire français basé à Valence et diffusé à Privas depuis 1999. Il couvre l'actualité de tout le département de l'Ardèche.
- Le Dauphiné libéré

Il s'agit d'un journal quotidien de la presse écrite française régionale distribué dans la plupart des départements de l'ancienne région Rhône-Alpes, notamment l'Ardèche. La commune est située dans la zone d'édition d'Aubenas.

### Cultes
L'église (propriété de la commune) et la communauté catholique de Mirabel sont rattachées à la paroisse catholique de « Sainte Marie de Berg et Coiron », elle même rattachée au diocèse de Viviers.

## Culture locale et patrimoine

### Lieux et monuments
La tour de Mirabel, vestige d'un des deux châteaux détruits lors des guerres de religion. Elle est située sur la barrière rocheuse surplombant le village. De la tour, la vue porte loin et justifie le nom du village (qui en occitan, désigne un belvédère).
L'espace muséal Olivier-de-Serres permet de suivre l'évolution des pratiques agricoles depuis la Renaissance jusqu'à aujourd'hui.
- Les orgues de Mirabel, une muraille d'orgues basaltique.
- Église Saint-Étienne.
- Chapelle du domaine de l'institut Olivier de Serres du Pradel.
- Chapelle Saint-Joseph de Mirabel.

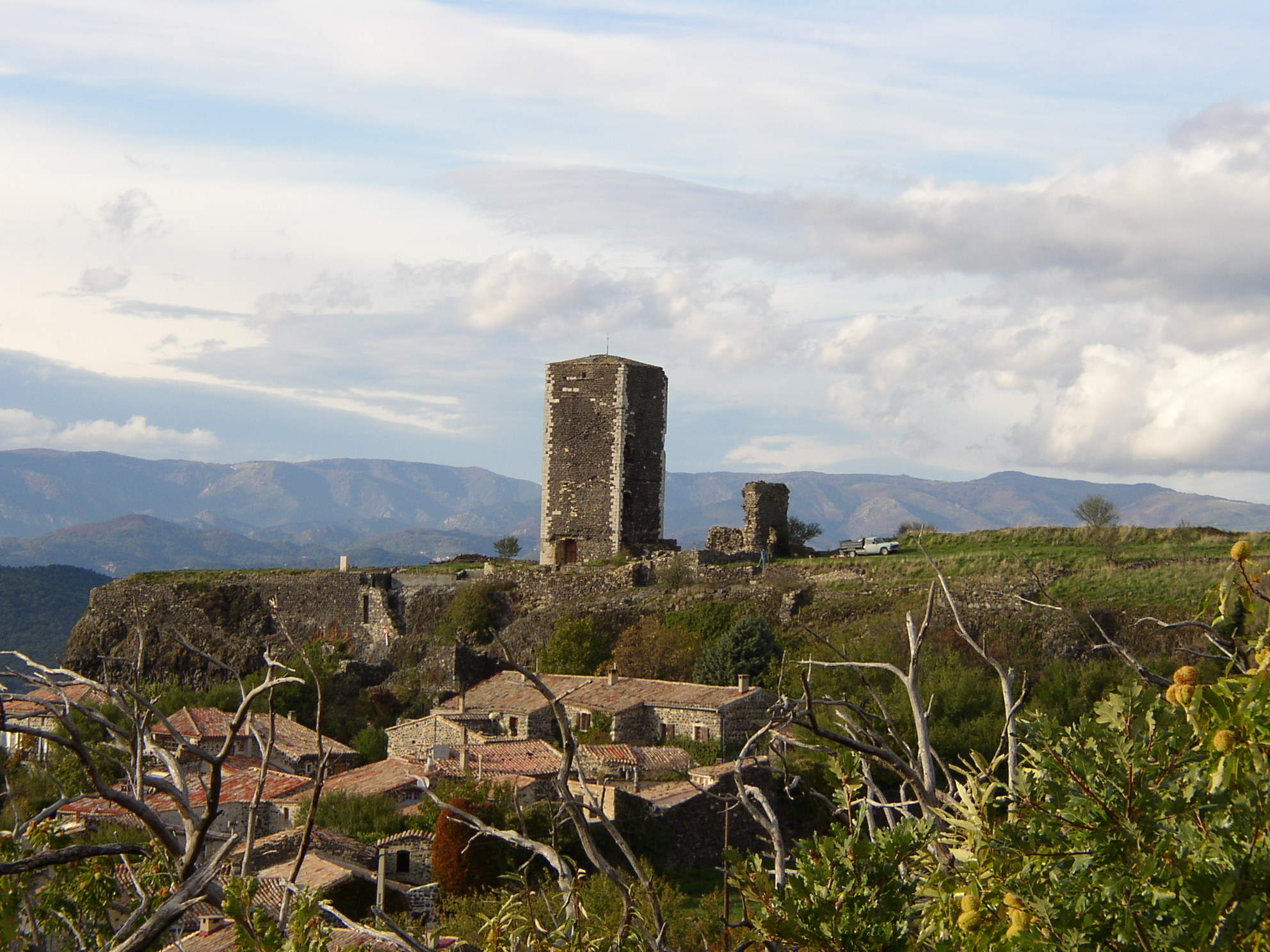
Le village de Mirabel et sa tour.
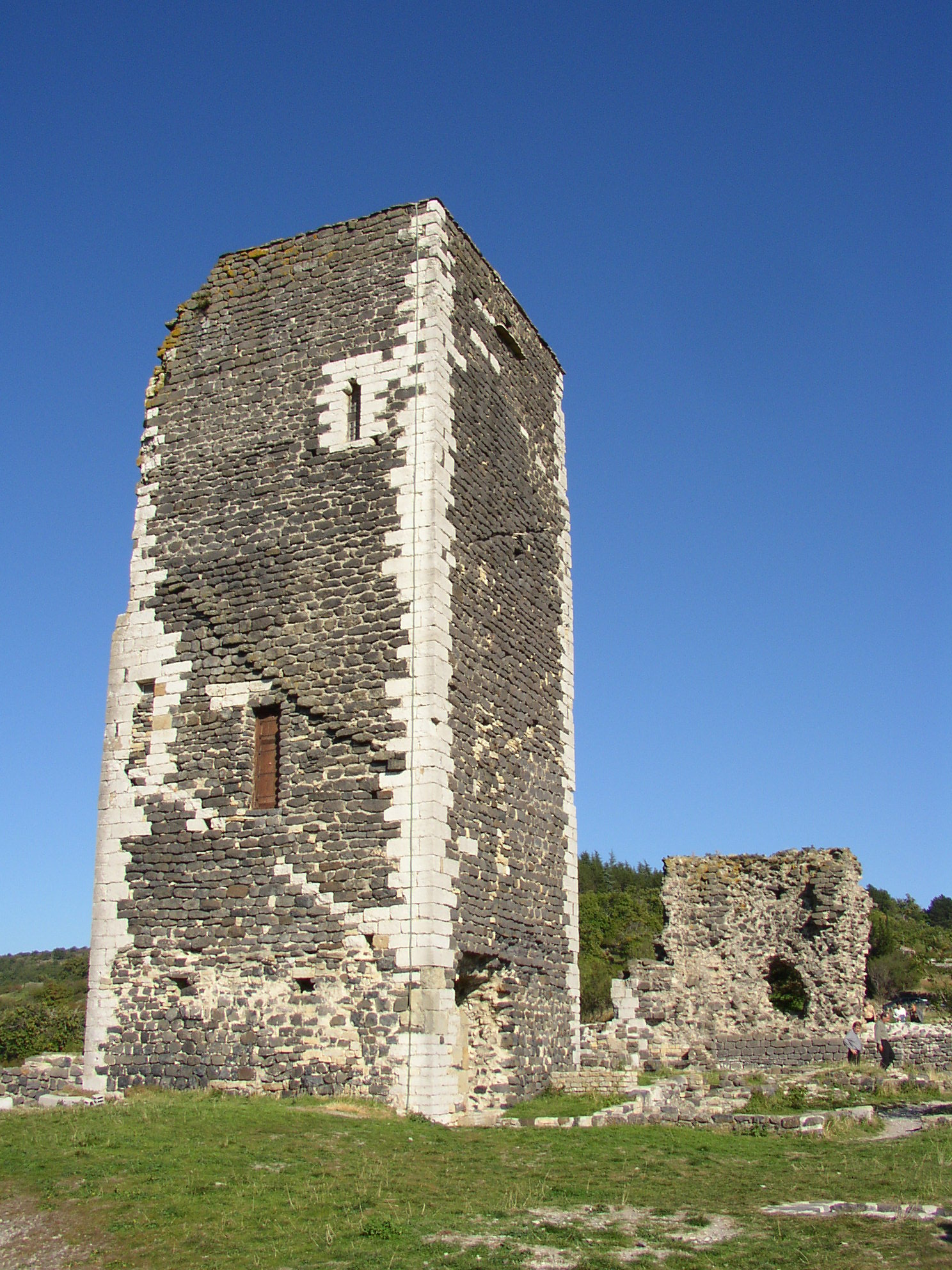
La tour de Mirabel.
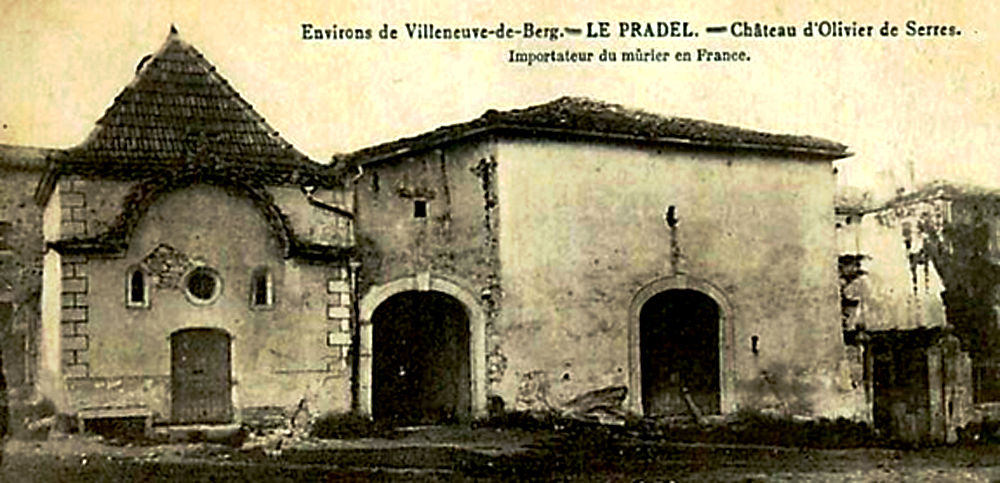
Château du Pradel d'Olivier de Serres.
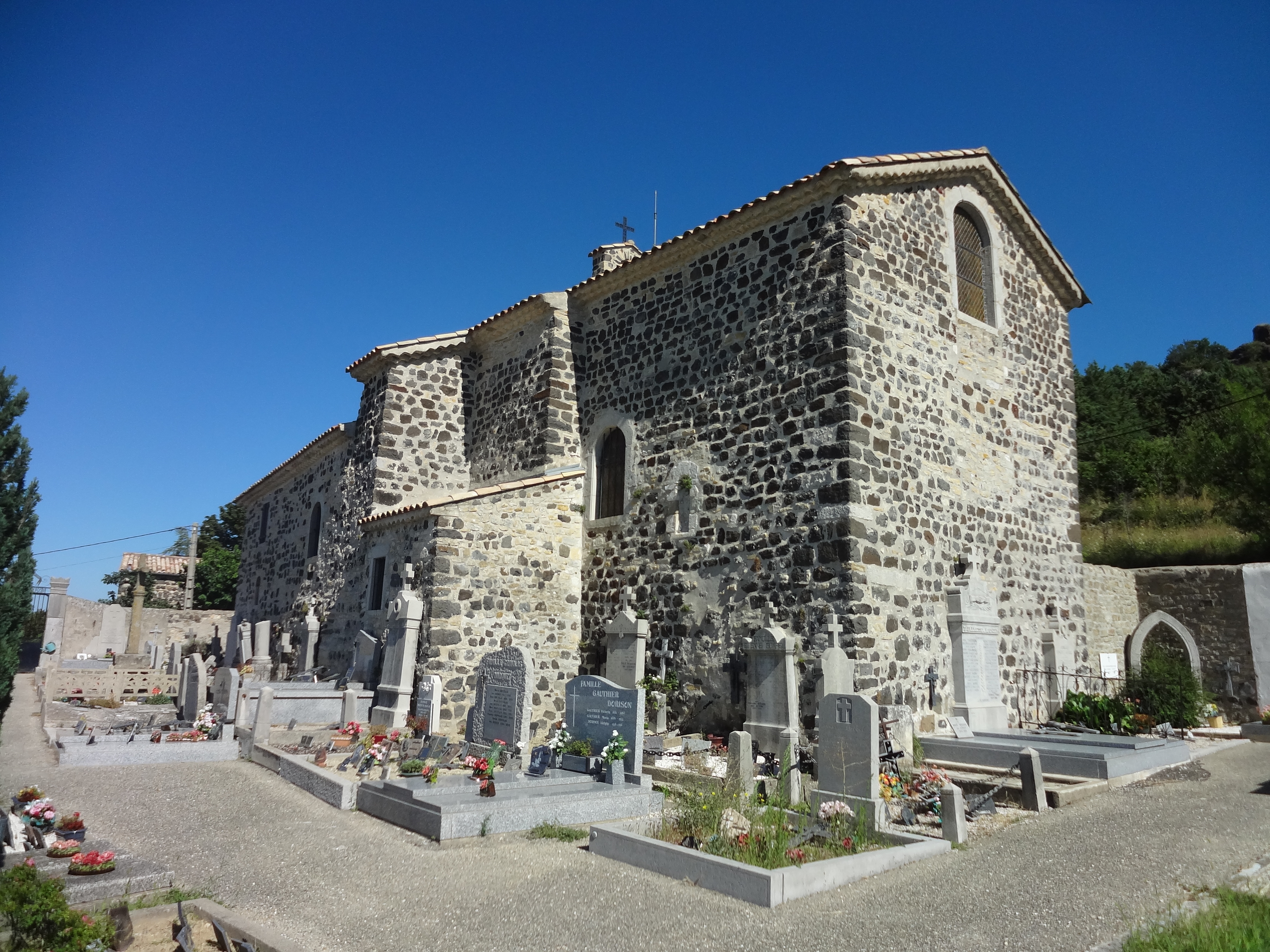
Chevet de l'église Saint-Étienne.

### Personnalités liées à la commune
- Olivier de Serres : auteur du Théâtre d'agriculture, document de référence en ce qui concerne la culture potagère. Son domaine, le domaine du Pradel, est aujourd'hui support de différentes activités liées à l'agriculture.
- Michel Thomass : acteur, il avait une résidence secondaire à Mirabel.
- Zarina Khan militante engagée pour les droits de l’homme et de l’enfant, elle a ouvert un centre culturel dans la commune[29].

### Héraldique
|  | Mirabel (Ardèche) possède des armoiries dont l'origine et le blasonnement exact ne sont pas disponibles. |